# Novés
Novés – gmina w Hiszpanii, w prowincji Toledo, w Kastylii-La Mancha, o powierzchni 41,71 km². W 2011 roku gmina liczyła 2950 mieszkańców.